# Varese Sportiva 1939-1940
Questa voce raccoglie le informazioni riguardanti la Varese Sportiva nelle competizioni ufficiali della stagione 1939-1940.

## Organigramma societario
Area direttiva
- Commissario straordinario: Cav. Rag. Eligio Caronni

Area organizzativa
- Segretario: Rag. Giuseppe Gallenzi

Area tecnica
- Allenatore: Ferenc Molnár

## Rosa
| N. |                   | Ruolo | Calciatore            |
| -- | ----------------- | ----- | --------------------- |
|    | Italia (bandiera) | A     | Catullo Aletti        |
|    | Italia (bandiera) | A     | Guglielmo Arienti     |
|    | Italia (bandiera) | A     | Lirio Biagini         |
|    | Italia (bandiera) | C     | Aldo Biffi            |
|    | Italia (bandiera) | D     | Giordano Bonelli      |
|    | Italia (bandiera) |       | Vincenzo Cappelletti  |
|    | Italia (bandiera) | A     | Corrado Cavazza       |
|    | Italia (bandiera) | A     | Carlo Clerici         |
|    | Italia (bandiera) | D     | Giuseppe Costa        |
|    | Italia (bandiera) |       | Croci                 |
|    | Italia (bandiera) | P     | Gino Favini           |
|    | Italia (bandiera) | A     | Aldo Ferrara          |
|    | Italia (bandiera) | D     | Giuseppe Galimberti   |
|    | Italia (bandiera) | C     | Giovanni Greppi (c)   |
|    | Italia (bandiera) | A     | Vittorio Guidali (II) |

| N. |                   | Ruolo | Calciatore                 |
| -- | ----------------- | ----- | -------------------------- |
|    | Italia (bandiera) | C     | Vincenzo Lumia             |
|    | Italia (bandiera) | C     | Pietro Magni               |
|    | Italia (bandiera) | A     | Giovanni Battista Mascotto |
|    | Italia (bandiera) | A     | Natale Masera              |
|    | Italia (bandiera) | A     | Umberto Mattioni           |
|    | Italia (bandiera) | A     | Guido Mollica              |
|    | Italia (bandiera) | C     | G. Prestinoni              |
|    | Italia (bandiera) | A     | Eriberto Raffaini          |
|    | Italia (bandiera) | A     | Ugo Rigamonti              |
|    | Italia (bandiera) | C     | Oscar Santini              |
|    | Italia (bandiera) | D     | Mario Simontacchi          |
|    | Italia (bandiera) |       | Pietro Stringa             |
|    | Italia (bandiera) | D     | Giuseppe Turino            |
|    | Italia (bandiera) | C     | Ezio Vellani               |
|    | Italia (bandiera) | D     | Aventino Zamboni           |

## Arrivi e partenze
| Acquisti | Acquisti          | Acquisti     | Acquisti   |
| -------- | ----------------- | ------------ | ---------- |
| .        | Lirio Biagini     | Monsummanese | definitivo |
| A        | Corrado Cavazza   | Prato        | definitivo |
| .        | Carlo Clerici     | Venezia      | definitivo |
| .        | Giuseppe Costa    | Luino        | definitivo |
| .        | Aldo Ferrara      | Fiorentina   | definitivo |
| .        | Eriberto Raffaini | Brescia      | definitivo |
| .        | Ezio Vellani      | Luino        | definitivo |

| Cessioni | Cessioni                   | Cessioni      | Cessioni   |
| -------- | -------------------------- | ------------- | ---------- |
| D        | Enrico Boniforti           | Milan         | definitivo |
| D        | Ugo Beltrami               | ???           | definitivo |
| C        | Luigi Cattaneo             | ???           | definitivo |
| A        | Enrico Cerutti             | ???           | definitivo |
| P        | Vittorio Cristina          | ???           | definitivo |
| .        | Adriano Fagno              | ???           | definitivo |
| .        | Mario Gallorini            | ???           | definitivo |
| .        | Carlo Grilletti            | ???           | definitivo |
| C        | Antonio Janni              | fine attività | definitivo |
| A        | Giovanni Battista Mascotto | ???           | definitivo |
| D        | Giuseppe Oldani            | ??            | definitivo |
| A        | Franco Ossola              | Torino        | definitivo |
| ?        | Natale Pedetti (II)        | ???           | definitivo |
| D        | Bruno Secchi               | ???           | definitivo |
| ?        | Sebastiano Vaschetto       | Savona        | definitivo |
| D        | Giovanni Zenaro            | MATER         | definitivo |

## Risultati

### Serie C

#### Girone C

##### Girone di andata
| Gallarate 24 settembre 1939 1ª giornata | Gallaratese | 1 – 0 referto | Varese |  |

| Varese 1 ottobre 1939 2ª giornata | Varese | 2 – 0 referto | Como |  |

| Seregno 8 ottobre 1939 3ª giornata | Seregno | 1 – 1 referto | Varese |  |

| Varese 15 ottobre 1939 4ª giornata | Varese | 0 – 0 referto | Pro Patria |  |

| Lecco 22 ottobre 1939 5ª giornata | Lecco | 2 – 1 referto | Varese |  |

| Varese 29 ottobre 1939 6ª giornata | Varese | 2 – 2 referto | Gerli |  |

| Omegna 5 novembre 1939 7ª giornata | Omegna | 3 – 2 referto | Varese |  |

| Varese 19 novembre 1939 8ª giornata | Varese | 6 – 0 referto | Juventus Domo |  |

| Varese 3 dicembre 1939 9ª giornata | Varese | 1 – 1 referto | Cantù |  |

| Carate Brianza 10 dicembre 1939 10ª giornata | Caratese | 0 – 2 referto | Varese |  |

| Varese 17 dicembre 1939 11ª giornata | Varese | 3 – 1 referto | Biellese |  |

| Legnano 31 dicembre 1939 12ª giornata | Legnano | 0 – 0 | Varese |  |

| Varese 7 gennaio 1940 13ª giornata | Varese | 1 – 0 referto | Pro Ponte |  |

| Monza 14 gennaio 1940 14ª giornata | Monza | 2 – 0 referto | Varese |  |

##### Girone di ritorno
| Varese 28 gennaio 1940 16ª giornata | Varese | 5 – 1 referto | Gallaratese |  |

| Como 4 marzo 1940 17ª giornata | Como | 0 – 1 | Varese |  |

| Varese 11 febbraio 1940 18ª giornata | Varese | 1 – 1 referto | Seregno |  |

| Busto Arsizio 18 febbraio 1940 19ª giornata | Pro Patria | 0 – 2 referto | Varese |  |

| Varese 25 febbraio 1940 20ª giornata | Varese | 3 – 0 referto | Lecco |  |

| Cusano Milanino 10 marzo 1940 21ª giornata | Gerli | 0 – 5 referto | Varese |  |

| Varese 17 marzo 1940 22ª giornata | Varese | 1 – 0 referto | Omegna |  |

| Domodossola 24 marzo 1940 23ª giornata | Juventus Domo | 0 – 1 referto | Varese |  |

| Cantù 31 marzo 1940 24ª giornata | Cantù | 1 – 3 referto | Varese |  |

| Varese 7 aprile 1940 25ª giornata | Varese | 4 – 0 referto | Caratese |  |

| Biella 21 aprile 1940 26ª giornata | Biellese | 2 – 3 referto | Varese |  |

| Varese 28 aprile 1940 27ª giornata | Varese | 2 – 0 referto | Legnano |  |

| Ponte San Pietro 12 maggio 1940 28ª giornata | Pro Ponte | 3 – 2 referto | Varese |  |

| Varese 19 maggio 1940 29ª giornata | Varese | 4 – 0 referto | Monza |  |

#### Girone finale B

##### Girone di andata
| Varese 2 giugno 1940 1ª giornata | Varese | 3 – 1 referto | Macerata |  |

| Varese 9 giugno 1940 2ª giornata | Varese | 0 – 2 referto | Vicenza |  |

| Roma 16 giugno 1940 3ª giornata | MATER | 1 – 1 referto | Varese |  |

##### Girone di ritorno
| Macerata 23 giugno 1940 4ª giornata | Macerata | 0 – 0 referto | Varese |  |

| Vicenza 30 giugno 1940 5ª giornata | Vicenza | 1 – 0 referto | Varese |  |

| Varese 14 luglio 1940 6ª giornata | Varese | 1 – 1 referto | MATER |  |

### Coppa Italia
| Varese 3 settembre 1939 Qualificazioni | Varese | 3 – 0 referto | Lecco |  |

| Varese 10 settembre 1939 Primo turno | Varese | 0 – 0 (d.t.s.) referto | Alfa Romeo |  |

| Milano 14 settembre 1939 Primo turno - ripetizione | Alfa Romeo | 0 – 1 referto | Varese |  |

| Parma 17 settembre 1939 Secondo turno | Parma | 0 – 1 referto | Varese |  |

| Varese 26 novembre 1939 Terzo turno | Varese | 4 – 1 referto | Fanfulla |  |

| Venezia 24 dicembre 1939 Sedicesimi di finale | Venezia | 2 – 1 referto | Varese |  |